# Leichtathletik-Weltmeisterschaften 2011/Teilnehmer (Thailand)
| Goldmedaillen | Silbermedaillen | Bronzemedaillen |
| ------------- | --------------- | --------------- |
| —             | —               | —               |

Der thailändische Leichtathletik-Verband stellte bei den Leichtathletik-Weltmeisterschaften 2011 im südkoreanischen Daegu zwei Teilnehmerinnen und vier Teilnehmer.

## Ergebnisse

### Männer

#### Laufdisziplinen
| Athlet                                                                        | Disziplin | Vorlauf    | Vorlauf | Halbfinale | Halbfinale | Finale             | Finale             |
| Athlet                                                                        | Disziplin | Zeit       | Platz   | Zeit       | Platz      | Zeit               | Platz              |
| ----------------------------------------------------------------------------- | --------- | ---------- | ------- | ---------- | ---------- | ------------------ | ------------------ |
| Weerawat Pharueang Suppachai Chimdee Sompote Suwannarangsri Jirapong Meenapra | 4 × 100 m | 39,54 s SB | 19      |            |            | nicht qualifiziert | nicht qualifiziert |

### Frauen

#### Sprung/Wurf
| Athletin       | Disziplin  | Qualifikation | Qualifikation | Finale             | Finale             |
| Athletin       | Disziplin  | Höhe          | Platz         | Höhe               | Platz              |
| -------------- | ---------- | ------------- | ------------- | ------------------ | ------------------ |
| Wanida Boonwan | Hochsprung | 1,85 m        | 22            | nicht qualifiziert | nicht qualifiziert |

#### Siebenkampf
| Athletin        | Disziplin | 100 m Hürden | Hochsprung | Kugelstoßen | 200 m | Weitsprung | Speerwurf | 800 m | Punkte | Platz |
| --------------- | --------- | ------------ | ---------- | ----------- | ----- | ---------- | --------- | ----- | ------ | ----- |
| Wassana Winatho | Ergebnis  | 13,62 s PB   | 1,68 m     | DNS         | -     | -          | -         | -     | -      | DNF   |
| Wassana Winatho | Punkte    | 1033         | 830        | 0           | -     | -          | -         | -     | -      | DNF   |